# San Salvatore ad Tres Images
San Salvatore ad Tres Images, även benämnd San Salvatore agli Olmi och San Salvatore alla Suburra, var en kyrkobyggnad i Rom, helgad åt Frälsaren. Kyrkan var belägen i rione Monti, vid dagens Piazza della Suburra. ”Tres Images” (även ”Tres Imagines” och ”Tribus Imaginibus”) syftar på de tre avbildningar av Kristi ansikte, en symbol för Treenigheten, som satt ovanför kyrkans ingångsportal. Tillnamnet ”Olmi” anger, att kyrkan var belägen i Contrada degli Olmi, almträdens kvarter, och ”alla Suburra” indikerar, att kyrkan låg i distriktet Suburra.

## Kyrkans historia
Kyrkan grundades på 900-talet och återfinns i Catalogo di Cencio Camerario, en förteckning över Roms kyrkor sammanställd av Cencio Savelli år 1192 och bär där namnet s. Salvatori Trium Ymaginum.
I en bulla promulgerad av påve Innocentius IV år 1244 är kyrkan underställd basilikan Santa Maria Maggiore. På 1500-talet upphöjdes San Salvatore ad Tres Images till församlingskyrka. Den restaurerades men övergavs så småningom för att dekonsekreras 1651. Senare införskaffades byggnaden av minimerna vid San Francesco di Paola ai Monti, vilka byggde om den till ett oratorium. Minimerna konsekrerade och helgade oratoriet åt sin ordensgrundare, den helige Franciskus av Paola. Lokalbefolkningen kom att kalla oratoriet för San Franceschino (diminutiv av San Francesco) på grund av dess lilla skala.
Kyrkan San Salvatore ad Tres Images revs 1884 vid anläggandet av Via Cavour. I kyrkan San Francesco di Paola ai Monti bevaras två marmorkonstverk föreställande Kristus och Jungfru Maria, tidigare i den rivna kyrkan. På hörnet av en byggnad alldeles i närheten där den nu rivna kyrkan var belägen har man satt upp en inskriptionstavla som minner om en restaurering, bekostad av en viss Stefano Coppo.
| AEDICVLAM SALVATORIS TRIVM IMAGINVM SVBVRBANI AMBITVS REG. MONTENSIVM NEMEMORIA INTERIRET STHEPHANVS COPPVS GEMINIANENSIS S. IMPEN. IN CVLCTIOREM FORM REDEGIT AEDITVOQ. ANNVOS SVMPTVS PERPETVO CONSECRAVIT |

## Bilder

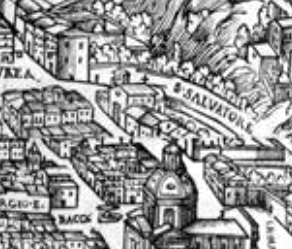
San Salvatore ad Tres Images (benämnd S. SALVATORE) på Maggis, Maupins och Losis Rom-karta från 1625.
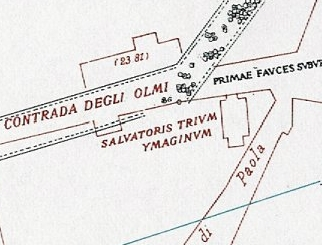
San Salvatore ad Tres Images (benämnd SALVATORIS TRIVM YMAGINVM) på Rodolfo Lancianis Rom-karta från 1893–1901.
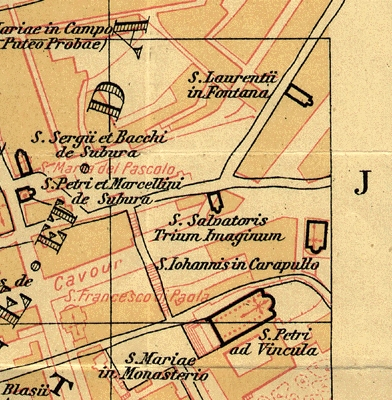
S. Salvatoris Trium Imaginum på Christian Hülsens karta över det medeltida Rom från 1927.